# Rhyssoplax canaliculata
Rhyssoplax canaliculata är en blötdjursart som först beskrevs av Jean René Constant Quoy och Joseph Paul Gaimard 1835.  Rhyssoplax canaliculata ingår i släktet Rhyssoplax och familjen Chitonidae. Inga underarter finns listade i Catalogue of Life.